# Lunar Magic
 (juin 2014).
Si vous disposez d'ouvrages ou d'articles de référence ou si vous connaissez des sites web de qualité traitant du thème abordé ici, merci de compléter l'article en donnant les références utiles à sa vérifiabilité et en les liant à la section « Notes et références ».
 (mai 2019).
Lunar Magic est un éditeur de niveau pour le jeu Super Mario World développé par FuSoYa. C'est le seul éditeur actuellement disponible pour ce jeu. Le programme est développé en C++ et est compatible avec Windows 95 et suivant. Même si aucun portage n'existe pour les autres systèmes d'exploitations (le développeur y étant opposé), il peut tourner grâce à la couche de compatibilité Wine sur macOS et Linux.
Le logiciel possède un éditeur de niveau ainsi qu'un éditeur de carte afin de pouvoir modifier les niveaux et les autres aspects du jeu original.
Le projet commence en février 2000, avec une première version sortie en septembre de la même année. Depuis plus de 20 ans, l'éditeur est toujours maintenu avec des nouvelles fonctionnalités et autres corrections de bogues sortant de manière régulière.

## Outils complémentaires
Pour insérer certaines ressources externes, vous aurez besoin de logiciels annexes, voici les plus connus :
- SpriteTool, permettant d'insérer de nouveaux Sprites (Entités) ;
- BlockTool, permettant d'ajouter de nouveaux Blocks ;
- Addmusic, permettant d'ajouter de nouvelles musiques.